# Outraged by the System
Outraged by the System – jedenasty album studyjny szkockiego zespołu anarcho-punkowego Oi Polloi. Materiał został wydany przez Step-1 Records w 2002 roku. Album został wydany na nośniku CD. 

## Lista utworów
1. "Resist the Atomic Menace"
2. "Death by Night"
3. "Outrage"
4. "Thugs in Uniform"
5. "Leaders"
6. "Minority Authority"
7. "Go Green"
8. "Scum"
9. "They Shoot Children"
10. "The Only Release"
11. "Foundations for a Future"
12. "No Filthy Nuclear Power"